# Thompson Shakibudeen Badru
Thompson Shakibudeen Badru, né le 10 juillet 1928 et mort le 29 mars 2012, est un ancien arbitre nigérian de football, qui officia internationalement de 1959 à 1978.

## Carrière
Il a officié dans les compétitions majeures suivantes : 
- Coupe du Ghana de football 1960 (finale)
- CAN 1963
- JO 1968 (1 match)